# Ankyropetalum reuteri
Ankyropetalum reuteri är en nejlikväxtart som beskrevs av Pierre Edmond Boissier och Hausskn. Ankyropetalum reuteri ingår i släktet Ankyropetalum och familjen nejlikväxter. Inga underarter finns listade i Catalogue of Life.